# Astragalus holophyllus
Astragalus holophyllus — вид квіткових рослин з родини бобових (Fabaceae). Ареал охоплює такі країни: Вірменія.

## Середовище
Росте на сухих щебенистих схилах мергелистого вапняку, на висоті від 800 до 1000 метрів над рівнем моря. Зустрічається на горі Еранос в Арташатському районі та в хребтах Ерах і Урц в Араратському районі. Основною загрозою є переорієнтація сільського господарства, що призводить до втрати та деградації середовища існування.